# Patrik Karlsson Lagemyr
Patrik Karlsson Lagemyr, né le 18 décembre 1996 à Göteborg en Suède, est un footballeur suédois qui évolue au poste de milieu offensif à l'IFK Göteborg.

## Biographie

### IFK Göteborg
Natif de Göteborg en Suède, il est formé dans des clubs de sa ville natale, d'abord le BK Häcken puis par l'IFK Göteborg à partir de 2007, où il passe la majorité de sa formation. Il joue son premier match en professionnel le 19 août 2015, à l'occasion d'un match de Svenska Cupen face au Kristianstad FC (en). La rencontre se termine par la large victoire de Göteborg, qui s'impose par six buts à un. Il signe son premier contrat professionnel le 5 décembre 2015. Le 17 avril 2016 Karlsson Lagemyr joue son premier match en Allsvenskan face à Kalmar FF (1-1). Il inscrit son premier but lors de son deuxième match de championnat seulement, le 2 mai 2016 face à Gefle IF. Entré en jeu à moins de dix minutes de la fin, il marque le dernier but de son équipe sur une passe décisive de Gustav Engvall et son équipe s'impose largement (2-6).  
Alors qu'il commençait à faire quelques apparitions avec l'équipe première, Patrik Karlsson Lagemyr se blesse au pied en août 2016, le privant de compétition jusqu'à la fin de saison. Il se blesse à nouveau sans avoir pu refouler les pelouses, et est absent jusqu'en août 2017, où il fait finalement son retour le 20 août 2017 face au BK Häcken (1-1). Il revient petit à petit dans le groupe professionnel jusqu'à s'imposer comme un titulaire au début de l'année 2019. Le 28 juin 2019, il prolonge son contrat avec Göteborg jusqu'en décembre 2022.
En novembre 2020 il se blesse à nouveau, ce qui freine encore une fois sa carrière pour une longue période.